# 无色菌属
无色菌属（学名：Achromatium）,也称无色杆菌属，是硫髮菌科下的一个属。

## 下属物种
本属包括以下物种：
- 草酸無色菌 Achromatium oxaliferum Schewiakoff, 1893
- Achromatium palustre